# Tara Africah Corrigan
Tara Africah Corrigan (* 29. August 2007 in Köln) ist eine deutsch-irische Schauspielerin.

## Leben und Ausbildung
Tara Corrigan begann im Alter von sieben Jahren ihre Ausbildung an der Kölner Schauspielschule BellAcademia unter der Leitung von Isabella Schmid. Unter ihrer Regie spielt Corrigan seit 2016 in verschiedenen Theaterinszenierungen mit.
Zuletzt sah man sie 2023 in der Schweiz in der Hauptrolle als Laurie in dem Drama „DIE WELLE“ und 2024 in der Hauptrolle als Zoe in dem Psychothriller „DNA“. Ihr Film-Debüt begann mit ihrer Rolle als Tinka Atlas an der Seite von Max Riemelt, Peri Baumeister und Luise von Finckh in der internationalen Netflixserie "Schlafende Hunde" (2022).

## Theater
- 2016/17: Der Froschkönig streikt (Bühne der Kulturen, ehemals Arkadas-Theater Köln)
- 2016/17: Flatterflug (Theater der Keller Köln)
- 2019/20: Der Schrank (Theater der Keller Köln)
- 2021: Die große Lüge (Theater Tiefrot Köln)
- 2023: Die Welle (Kammerspiele Seeb Schweiz)
- 2023: DNA (Kammerspiele Seeb Schweiz)
- 2023: Norway Now (Kammerspiele Seeb Schweiz)

## Filmografie
- 2022: Schlafende Hunde
- 2025: Bettys Diagnose (Fernsehserie, Folge Teamplayer)